# Новокиевский сельсовет (Амурская область)
Новоки́евский сельсове́т — сельское поселение в Мазановском районе Амурской области.
Административный центр — село Новокиевский Увал.

## История
Новокиевский сельсовет образован в 1959 году.
3 декабря 2004 года в соответствии с Законом Амурской области № 384-ОЗмуниципальное образование наделено статусом сельского поселения.
Законом Амурской области от 7 мая 2015 года № 538-ОЗ,
Новокиевский и Романкауцкий сельсоветы объединены в Новокиевский сельсовет.

## Население
| 2002  | 2010  | 2011  | 2012  | 2013  | 2014  | 2015  | 2016  | 2017  |
| ----- | ----- | ----- | ----- | ----- | ----- | ----- | ----- | ----- |
| 5755  | ↘5416 | ↘5388 | ↘5292 | ↘5182 | ↘5049 | ↘4953 | ↗5282 | ↘5265 |
| 2018  | 2018  | 2021  |       |       |       |       |       |       |
| ↘5174 | →5174 | ↘4296 |       |       |       |       |       |       |

## Состав сельского поселения
| № | Населённый пункт  | Тип населённого пункта       | Население |
| - | ----------------- | ---------------------------- | --------- |
| 1 | Дружное           | село                         | →21       |
| 2 | Новокиевка        | село                         | →708      |
| 3 | Новокиевский Увал | село, административный центр | ↘3872     |
| 4 | Пионерский        | посёлок                      | ↗281      |
| 5 | Раздольное        | село                         | ↘150      |
| 6 | Романкауцы        | село                         | ↘142      |